# متجذرانية جوانية
المتجذرانية الجوانية (الاسم العلمي: Entorrhizomycetes) هي الطائفة الوحيدة في شعبة الفطريات المتجذرة الجوانية (Entorrhizomycota) داخل تحت مملكة الفطريات ثنائيات النوى جنبًا إلى جنب مع الفطريات الدعامية والفطريات الزقية.
تحتوي على ثلاثة أجناس وهي مجموعة صغيرة من الطفيليات الجذرية نهائية البوغ التي تشكل عوارض على النباتات في فصائل الأسلية والسعدية.
قبل عام 2015، تم وضع هذه المجموعة تحت شعيبة السوادينيات. أجرت دراسة عام 2015 «تحليلات شاملة لخمسة جينات» لجنس المتجذرة الجوانية (Entorrhiza) وخلصت إلى أن الطائفة السابقة Entorrhizomycetes ربما تكون إما مجموعة شقيقة قريبة لبقية ثنائيات النوى أو الفطريات الزقية.

## التصنيف
التصنيف التالي مبني على أساس عمل Wijayawardene وآخرون لسنة 2019:
- رتبة فطريات تالبوت
  - فصيلة فطور تالبوت
    - جنس فطر تالبوت
- رتبة المتجذريات الجوانية
  - فصيلة المتجذرات الجوانية
    - جنس المتجذرة الأسلية
    - جنس المتجذرة الجوانية